# Synanthedon stomoxiformis
Synanthedon stomoxiformis is een vlinder uit de familie wespvlinders (Sesiidae), onderfamilie Sesiinae.
Synanthedon stomoxiformis is voor het eerst wetenschappelijk beschreven door Hübner in 1790. De soort komt voor in het Palearctisch gebied.